# Талава
Талава је била латгалска жупанија која се простирала у северном делу региона Видземе и северном делу региона Латгалија у данашњој Летонији. На југу се граничила са кнежевином Јерсиком, на западу са ливонским жупанијама Метсеполе и Идумеје, на северу са естонским жупанијама Сакала и Уганди и на истоку са руском Новгородском републиком.
Талава се први пут спомиње у Хроници Хенрика од Ливоније у 1207. години као хришћанска жупанија Талава. Руске хронике спомињу жупанију Атзеле (Очела, први пут поменута 1111. године) која је вероватно била део источне Талаве.

## Историја
Након што је Мстислав Ростиславич "Храбри", Новгородски кнез, покренуо поход против народа Чуди током зиме 1179.-1180, Талава је била приморана да плаћа данак Новгороду. Владар Талаве, Таливалдис и његови синови су крштени у православној вери.
1208. године Таливалдис, заједно са латгалијанским вођама Русиншом из Сатекеле и Варидоцом из Аутине, основао је војни савез са Ливонијким братством мача. Братство им је обећало помоћ против Новгорода. Исте године, Талављани су позвали своје северне непријатеље, претпоставља се да су то Уганђани, на мировне преговоре који су се завршили неуспешно. Талављани су заједно са Братством мача водили четворогодишњи рат са естонским племенима, који је завршен миром у Тураиди 1212. године.
У 1214. години два Таливалдисова сина, Рамекс и Варибулс су склопили нови споразум са бискупом Албертом Ришким, поклањајући северни део Талаве Ришкој бискупији. Прешли су из православља у католицизам и постали су бискупови вазали. У 1215. години Талављани су заједно са бискуповим снагама наставили рат против Естонаца. Као одговор, Естонци су напали Талаву и заробили Таливалдиса у Трикати, а касније га убили спаљивањем. Након смрти Таливалдиса, рат је настављен. Његови синови су се осветили и опљачкали естонске земље, спаљивајући све живе уганђанске мушкарце које су могли ухватити.
У зиму 1216. године, Новгородске трупе су покренуле инвазију на Талаву из Пскова.
Након заузимања Тартуа и покрштавања Уганђана 1224. године Талава је подељена између Ришког бискупа и Братства мача, бискуп је добио 2/3 а Братство мача 1/3 територије Талаве. Талава је тако постала део Тера Маријане.